# Эдмундсон, Джоэль
Джоэль Эдмундсон (англ. Joel Edmundson; род. 28 июня 1993, Брандон) — канадский хоккеист, защитник клуба «Лос-Анджелес Кингз» и сборной Канады по хоккею. Обладатель Кубка Стэнли 2019 в составе «Сент-Луис Блюз».

## Карьера

### Клубная
Начал свою карьеру, играя за команду «Мус-Джо Уорриорз»; в первом сезоне заработал 20 очков (2+18), благодаря чему поднялся в рейтинге игроков перед драфтом с 69-го на 33-е место. На драфте НХЛ в 2011 году был выбран во 2-м раунде под общим 46-м номером клубом «Сент-Луис Блюз». После выбора на драфте вернулся в состав «Уорриорз», где продолжил свою карьеру. 6 декабря 2012 года был обменян в «Камлупс Блэйзерс».
7 марта 2013 года подписал с «Сент-Луисом» трёхлетний контракт новичка. Перед стартом нового сезона он был отправлен в фарм-клуб «Блюз» «Чикаго Вулвз», за который отыграл два сезона. Он вошёл в состав «Сент-Луиса» на сезон 2015/2016. Дебютировал в НХЛ 8 октября 2015 года в матче с «Эдмонтон Ойлерз», который закончился победой «Блюз» со счётом 3:1. Свою первую шайбу в НХЛ забросил 25 марта 2016 года в мачте с «Ванкувер Кэнакс», который закончился победой «Сент-Луиса» со счётом 4:0, которая помогла «синим» выйти в плей-офф.
8 апреля 2016 года подписал с командой новый двухлетний контракт. Несмотря на то, что он пропускал матчи из-за травм, он регулярно набирал очки, в тех играл в которых играл, благодаря чему он стал одним из значимых игроков команды.
24 июля 2018 года продлил с «синими» контракт на один год. В новом сезоне «Блюз» дошли до финала Кубка Стэнли, где в семиматчевой серии был обыгран «Бостон Брюинз» и клуб стал обладателем Кубка Стэнли впервые в своей истории.
6 августа 2019 года подписал с «Блюз» новый однолетний контракт, но 24 сентября был обменян в «Каролину Харрикейнз».
12 сентября 2020 года был обменян в «Монреаль Канадиенс», с которым 16 сентября подписал в качестве свободного агента четырёхлетний контракт. В новом сезоне он стал один из ведущих игроков команды, с которым «Монреаль» дошёл до финала Кубка Стэнли, в котором со счётом 4-1 в серии уступил «Тампе-Бэй Лайтнинг». Большую часть следующего сезона он пропустил из-за травмы спины и восстановления после операции, вернувшись на лёд только в конце февраля 2022 года.
1 июля 2023 года был обменян в «Вашингтон Кэпиталз» на право выбора в третьем и седьмом раундах драфта 2024 года.
7 марта 2024 года был обменян в «Торонто Мейпл Лифс» на право выбора в третьем и пятом раундах драфта 2025 года.
1 июля 2024 года в качестве свободного агента подписал четырёхлетний контракт с «Лос-Анджелес Кингз» на сумму $15,4 млн.

### Международная
В составе сборной Канады играл на ЧМ-2018; в матче с Южной Кореей, который закончился разгромом азиатской сборной со счётом 10:0, забил шайбу и отдал две голевые передачи. На турнире канадцы заняли четвёртое место, уступив в матче за бронзу американцам со счётом 4:1.

## Статистика
| Легенда | Легенда                    | Легенда | Легенда                   | Легенда | Легенда    |
| ------- | -------------------------- | ------- | ------------------------- | ------- | ---------- |
| И       | Количество проведённых игр | Штр     | Штрафное время            | +/−     | Плюс-минус |
| Г       | Голы                       | П       | Голевые передачи          | О       | Очки       |
| -       | Статистика неизвестна      | —       | Статистика не учитывалась |         |            |